# Uki-otoshi

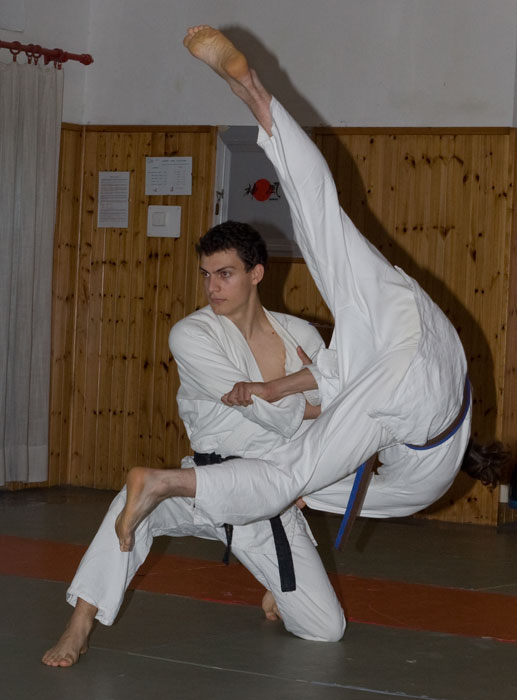
Judoka dimostra la tecnica

Uki-otoshi è la tecnica di Judo numero 23 del Gokyo e fa parte del gruppo del quarto kyo (Dai Yonkyō). Appartenente al gruppo dei Te-Waza (considerata la “tecnica di braccio” per eccellenza), inizialmente non trovava distinzione con la simile Sumi-Otoshi. L'unica differenza con quest'ultima è data dalla direzione nella quale avviene la proiezione. Il  termine UKI letteralmente può essere tradotto con “movimento dell'onda”, mentre OTOSHI significa “far cadere”.

## L'esecuzione
Tori provoca Uke con un'apparente spinta in avanti. Alla reazione naturale di Uke di opporre resistenza, segue il movimento di Tori che conclude la tecnica. La direzione dello squilibrio è avanti a destra e generalmente viene eseguita nel caso in cui Uke si trovi sulla punta del piede destro, con il piede sinistro sollevato. La fase di Tsukuri (preparazione) è eseguita da Tori che esercita con il braccio sinistro un movimento verso il basso e con la mano destra che spinge in alto l'anca sinistra di Uke causando un movimento rotatorio. Fondamentale l'ausilio delle anche durante il movimento per imprimere maggiore forza e velocità alla tecnica. Durante la fase conclusiva di Kake (proiezione) viene concluso il movimento precedentemente iniziato.

## Successioni, contraccolpi e varianti
Solitamente i possibili attacchi successivi sono Tsuri-komi-ashi e Tai-otoshi. Subendo la tecnica, Uke può eseguire il contraccolpo con O-soto-gari o Tai-otoshi. Tale tecnica può essere utilizzata anche portando un ginocchio a terra come nel caso della prima tecnica della prima serie del Nage-no-kata.